# Adolf Schreyer
Retrato de Adolf Schreyer por artista desconhecido
Vista da sepultura.
Christian Adolf Schreyer (Frankfurt am Main, 9 de julho de 1828 — Kronberg im Taunus, 29 de julho de 1899) foi um pintor alemão de animais, paisagens e gêneros.

## Biografia
Schreyer nasceu filho de Peter Schreyer, um comerciante de vinhos de Speyer, e sua esposa Maria Salome. Foi para o Städelsche Kunstinstitut aos 15 anos e tornou-se aluno de Jakob Becker e Johann David Passavant, entre outros, juntamente com Anton Burger, Jakob Maurer e Philipp Rumpf. Schreyer estudou em Frankfurt am Main até 1854, interrompido por várias estadias nas escolas de arte de Düsseldorf, Munique e Stuttgart. Frequentou a Academia de Düsseldorf em 1848, onde foi aluno da classe de pintura de Theodor Hildebrandt. Schreyer deixou sua cidade natal em 1854 e se juntou ao exército austríaco como voluntário na Guerra da Crimeia até 1856. Lá ele desenvolveu suas habilidades e conhecimentos como pintor de batalhas, com foco especial na cavalaria.
Em seguida, fez várias viagens ao Egito e à Síria, de onde tirou inspiração para suas pinturas orientais. Em seguida, atuou como companheiro de viagem do príncipe Emmerich von Thurn und Taxis em sua jornada pela Hungria, Romênia e Rússia.
Em 1856, Schreyer viajou para Paris e, no ano seguinte, para Bucareste, antes de retornar ao seu regimento por algum tempo. Schreyer retornou a Frankfurt no final de 1857 e também visitou seus amigos na colônia de pintores de Kronberg. De lá, fez uma viagem mais longa para Paris e Argel em 1861. Schreyer viveu em Paris a partir do inverno de 1861/1862 e permaneceu na França até 1870, interrompido somente por algumas viagens ao Oriente Médio, principalmente aos territórios coloniais franceses da Argélia e do Marrocos na época. Como seu contemporâneo Eugen Bracht, ele ocasionalmente se voltava para o orientalismo, o que contribuiu significativamente para sua fama.
Em 1872, Schreyer comprou uma casa em Kronberg im Taunus, perto de Frankfurt, e passou os verões no Taunus e os invernos em Paris até o fim de sua vida. Em 1895, tornou-se cidadão honorário da cidade de Kronberg e faleceu em 29 de julho de 1899, aos 71 anos. No mesmo ano, a Galeria Nacional de Berlim exibiu 150 de suas obras em uma exposição memorial.

## Obras

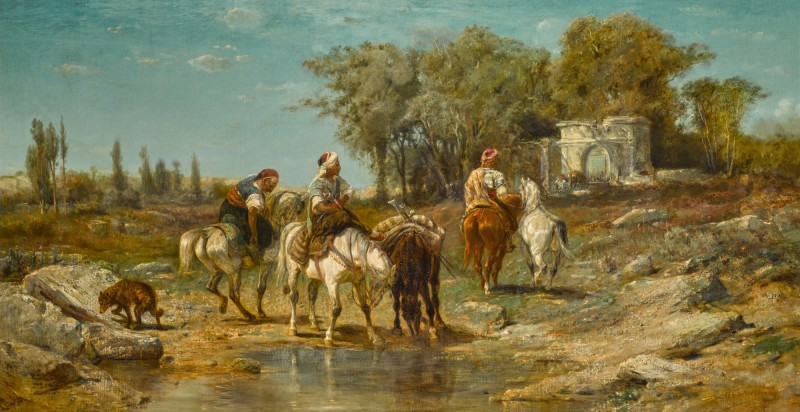
Cavaleiros em um local com água

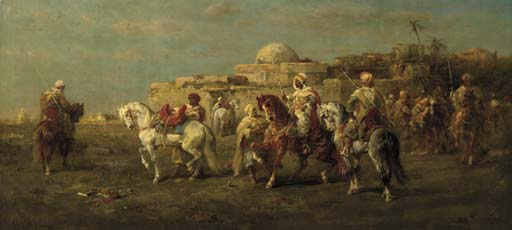
Cavaleiros árabes

Adolf Schreyer alcançou fama e reconhecimento internacional principalmente por seu trabalho como pintor oriental, especialmente com pinturas que retratam cenas de equitação árabe. Devido à sua especialização em pintura equestre, suas representações da vida rural na Valáquia, que foram inspiradas principalmente por suas impressões durante inúmeras viagens ao local, também receberam reconhecimento internacional. Uma terceira área de especialização são suas cenas de batalha, mesmo que haja sobreposições com cenas equestres árabes. Outros motivos frequentes são as paisagens do Taunus e da Valáquia, carroças puxadas por vacas e cenas de inverno. O Museu Metropolitano de Arte de Nova Iorque possui três de suas obras orientais. Duas cenas de batalha estão em exibição na Galeria Schwerin, enquanto outras obras estão na coleção do Conde Mensdorff-Pouilly. O Kunsthalle de Hamburgo e o Städelsche Kunstinstitut em Frankfurt exibem cenas pintadas por ele na Valáquia.
Muitas de suas obras mais importantes também estão nas coleções da família Rockefeller, da família Vanderbilt, de John Jacob Astor IV e William Backhouse Astor, bem como na posse de August Belmont e William Walters.